# Відносини Туніс — Європейський Союз
Відносини Тунісу та Європейського Союзу — це зовнішні відносини між країною Туніс та Європейським Союзом.

## Торгівля
ЄС є найбільшим торговим партнером Тунісу. Більше 75% експорту Тунісу йде до ЄС, а більше половини імпорту Тунісу надходить з ЄС. Загальний обсяг торгівлі товарами між ЄС та Тунісом у 2017 році склав 20,5 млрд євро.

## Фінансування та допомога
Туніс отримує одні з найбільших коштів від Європейського інструменту сусідства з усіх країн-учасниць із «фокусом на різних секторах, таких як економіка та бізнес-середовище; освіта, навчання та дослідження; культура та засоби масової інформації; міграція та притулок; правосуддя, свобода та безпека; навколишнє середовище, зміна клімату та енергетика». На додаток до фінансування допомоги мігрантам, Туніс отримує вигоду від кількох інших фінансових проектів ЄС, таких як Європейський інструмент для демократії та прав людини, Інструмент сприяння стабільності та миру та Інструмент співпраці в галузі розвитку (DCI). Туніс також є учасником програми Erasmus+ та асоційованим членом Horizon 2020. Потоки прямих іноземних інвестицій до Тунісу також зосереджені на розвитку інфраструктурної мережі, а також текстильного та швейного секторів.

## Хронологія відносин з ЄС
| Дата                 | Подія |
| -------------------- | --- |
| 1976 рік             | Європейське економічне співтовариство офіційно розпочинає дипломатичні відносини з Тунісом.                                |
| 1995 рік             | Підписано Угоду про асоціацію між ЄС і Тунісом.                                                                            |
| 14 липня 1998 року   | Відбулося перше засідання Ради асоціації ЄС-Туніс.                                                                         |
| 2012 рік             | Після Туніської революції створено привілейоване партнерство. З 2011 року допомога ЄС Тунісу різко зросла.                 |
| 3 березня 2014 року  | ЄС і Туніс створюють Партнерство з мобільності у відповідь на кризу мігрантів, включаючи «спрощення процедур надання віз». |
| 13 жовтня 2015 року  | Починаються переговори про поглиблену та всеосяжну зону вільної торгівлі (DCFTA) між ЄС та Тунісом.                        |
| 29 вересня 2016 року | ЄС видає спільне повідомлення про посилення підтримки ЄС Тунісу.                                                           |
| 1 грудня 2016 року   | Європейський Союз і Туніс запускають молодіжне партнерство ЄС-Туніс.                                                       |